# Total War: Warhammer 2
Total War: Warhammer 2 est un jeu vidéo de stratégie au tour par tour et de tactique en temps réel développé par Creative Assembly et édité par Sega, sorti le 28 septembre 2017. Le jeu fait partie de la série Total War et est la suite de Total War: Warhammer sorti en 2016.
Il introduit quatre races : les Hommes-Lézards, les Haut-Elfes, les Elfes Noirs et les Skavens. Le studio de développement a annoncé que les cartes de Total War: Warhammer et Total War: Warhammer 2 pourront être fusionnées gratuitement pour créer une campagne gigantesque quelques semaines après la sortie du jeu,.
Le jeu a été porté sous Linux et MacOS par le studio Feral Interactive et est disponible sous ces systèmes d'exploitation depuis le 20 novembre 2018.

## Scénario
L'histoire prendra place dans le continent du Nouveau Monde et de Lustrie, dans le royaume des elfes noirs (Naggaroth) ainsi que sur l'île-continent des haut-elfes (Ulthuan) tel que décrit par Games Workshop, où le Grand Vortex de l'île d'Ulthuan aura une grande importance. Chaque race essayera de le contrôler pour ses propres bénéfices.

## Système de jeu
Total War: Warhammer 2 est un jeu vidéo de stratégie se déroulant dans l'univers fantastique de Warhammer. Le joueur peut choisir différentes factions pour conquérir les provinces de la carte de campagne.
Pour cela, le joueur peut faire appel à la force, à la diplomatie, d'agents assassins, corrupteurs ou saboteurs et aux différents traits de chaque faction. Comme son prédécesseur, le jeu mélange des phases de stratégie au tour par tour, lors desquels le joueur gèrent les différentes provinces sous son contrôle et déplace ses armées, avec des phases combats tactiques en temps réel se déroulant sur des champs de batailles spécifiques.
Le jeu, étant intégré à la trilogie, reprendra tous les systèmes de Total War: Warhammer.

## Factions
Quatre factions seront disponibles à la sortie du jeu. Comme pour le premier opus de la trilogie, les différentes factions de Total War: Warhammer 2 offre chacune des caractéristiques précises. Les factions jouables sont les suivantes :
- les Hommes-Lézards ;
- les Elfes noirs ;
- les Haut-Elfes ;
- les Skavens.

## Contenus additionnels
Comme pour le premier opus, Total War : Warhammer 2 dispose de contenus additionnels parfois gratuits (FLC), mais souvent payants (DLC). Ils ajoutent principalement de nouvelles factions, héros et Seigneurs légendaires. Les FLC permettent d'ajouter et/ou approfondir des mécaniques spécifiques aux factions.
Il est important de noter que le contenu des DLC achetés pour le premier opus est aussi disponible pour le deuxième, entraînant une continuité des achats. Il en sera de même pour le troisième jeu de la trilogie.

### Mortal Empires
Cette première mise à jour gratuite si vous avez Warhammer 1, offre un tout nouveau type de campagne, sur une carte mélangeant celles des deux premiers opus. Il faut donc posséder Total War : Warhammer et Total War : Warhammer 2 pour bénéficier de cette nouvelle fonctionnalité. Mortal Empires est sorti le 28 octobre 2017.

### Blood for the Blood God
Tout comme pour le premier Total War : Warhammer, un DLC permet d'ajouter des effets sanglants aux batailles. Cependant, les possesseurs du DLC pour le premier opus n'auront pas à la racheter et en recevront une copie gratuitement.

### Rise of the Tomb Kings
C'est un DLC rajoutant une nouvelle faction représenté par 4 nouveaux Seigneurs légendaires(Settra, Khalida, Arkhan le Noir et Khatep) jouables en carte du vortex ou en Mortal Empires.
Ce DLC rajoute des nouvelles mécaniques de campagne tel que le système de fabrication d'objets spéciaux ainsi que des nombres d'armées et d'unités limitées .

### The Queen & the Crone
Ce DLC oppose Hellebron des Elfes Noirs à Alarielle des Haut-Elfes , ces derniers recevant également Alith Anar, issu de la trilogie de Gav Thrope. 16 nouveaux régiments de renom sont ajoutés pour divers factions, et Norsca rejoint la carte de Mortal Empires.

### Curse of the Vampire Coast
Il s'agit d'un nouveau DLC ajoutant une nouvelle faction : la Côte vampire. Dotée de quatre Seigneurs légendaires, elle possède des mécaniques propres que l'on peut utiliser sur la carte de Mortal Empires comme sur celle du Vortex. En avril 2018, Creative Assembly a indiqué que ce DLC était le dernier à apporter une nouvelle faction pour Total War: Warhammer 2.

### The Warlock & the Prophet
Ce nouveau DLC rajoute des Seigneurs légendaires tels que Tehenauin(Prophète du dieu Sotek) et Ikit la Griffe(grand seigneur du Clan Skryre), des unités et des mécaniques aux factions des Skavens et des Hommes-Lézards. Il introduit également d'autres nouveautés comme de nouvelles villes et régions sur la carte de campagne, ainsi que la mécanique de Vœux pour la faction de la Bretonnie.

### The Hunter & the Beast
Ce nouveau DLC rajoute des nouveaux seigneurs légendaires, un pour la faction des Hommes-lézards, et un pour la faction de l'Empire, chacun ayant son propre gameplay ainsi que les nouvelles mécaniques qui vont avec. Il intègre aussi de nouvelles unités pour les factions cités plus haut. Il est suivi aussi d'une mise à jour modifiant le gameplay de l'Empire, une refonte de certaines provinces, ainsi que d'un DLC gratuit rajoutant un nouveau seigneur légendaire pour la race des Hommes-Lézards.
Contenu supplémentaire gratuit, Gotrek & Felix sont également ajoutés en tant que, respectivement, Seigneur légendaire et Héros. Issus d'une série de livres publiés par Black Library, les deux personnages étaient très demandés par la communauté ; il est à noter que Gotrek est doublé par Brian Blessed.

### The Shadow & the Blade
Disponible depuis décembre 2019, ce DLC apporte Malus Darkblade (issu d'une série de romans par Dan Abnett et Mike Lee) pour les Elfes Noirs, et le maître assassin Snikch pour les Skavens. Il est à noter que ce dernier appartient à la sous-faction clan Eshin, qui propose ses propres mécaniques de jeu comme cela a été le cas du clan Skryre. Il est également notable que ce DLC s'accompagne gratuitement du Seigneur légendaire Jeanne de Lyonesse pour la Bretonnie, mais introduit également de nouvelles provinces qui pointent vers l'arrivée de Total War: Warhammer 3.

### The Warden & the Paunch
Ce DLC ajoute 2 nouveaux seigneurs pour les Hauts Elfes et pour les Peaux Vertes, permettant à ces derniers d'être joués dans la campagne vortex.
Eltharion est le seigneur de Tor Yvresse, sa campagne est axée sur la reconstruction de sa ville après le dernier raid des Peaux Vertes sur Ulthuan, ainsi que sa défense face aux invasions futures. La faction dispose pour cela d'un mécanisme d'interrogatoire des prisonniers capturés pendant les batailles ainsi que l'amélioration des bâtiments d'Atel Tamara, sorte de base d'opération, qui octroient différents bonus à la faction comme des unités d'élite ou une brume magique.
Grom la Panse est un seigneur gobelin qui cherche à tout prix à venger sa défaite. Il dispose d'un mécanisme de chaudron lui permettant, à l'aide d'ingrédients récoltés durant la campagne, de réaliser des plats lui conférant des bonus pour lui-même, pour ses troupes mais également pour la gestion de ses provinces.
En parallèle de ce DLC les Peaux Vertes ont bénéficié d'une refonte complète de leur système de Waaagh. Imrik, un nouveau seigneur Haut Elfes, est également fourni à titre gratuit.

## Accueil
L’agrégateur GameRankings attribue 87% au jeu.